# Curtis Rich
Curtis Rich (né le 6 octobre 1979 à Edmonton, dans la province de l'Alberta au Canada) est un joueur professionnel canadien de hockey sur glace.

## Carrière
En 1995, il commence sa carrière avec les Hitmen de Calgary dans la Ligue de hockey de l'Ouest. Il est choisi au cours du repêchage d'entrée 1998 dans la Ligue nationale de hockey par le Lightning de Tampa Bay en 5e ronde, en 121e position. Il passe professionnel avec les Storm de Toledo dans l'ECHL en 2000.

## Statistiques
| Saison    | Équipe                  | Ligue |    | Saison régulière | Saison régulière | Saison régulière | Saison régulière | Saison régulière |   | Séries éliminatoires | Séries éliminatoires | Séries éliminatoires | Séries éliminatoires | Séries éliminatoires |
| Saison    | Équipe                  | Ligue | PJ | B                | A                | Pts              | Pun              | PJ               | B | A                    | Pts                  | Pun                  |                      |                      |
| 1995-1996 | Hitmen de Calgary       | LHOu  | 24 | 0                | 0                | 0                | 10               | -                | - | -                    | -                    | -                    |                      |                      |
| 1996-1997 | Hitmen de Calgary       | LHOu  | 45 | 1                | 6                | 7                | 73               | -                | - | -                    | -                    | -                    |                      |                      |
| 1997-1998 | Hitmen de Calgary       | LHOu  | 70 | 3                | 12               | 15               | 204              | 17               | 0 | 0                    | 0                    | 36                   |                      |                      |
| 1998-1999 | Hitmen de Calgary       | LHOu  | 68 | 3                | 15               | 18               | 215              | 18               | 4 | 1                    | 5                    | 31                   |                      |                      |
| 1999-2000 | Hitmen de Calgary       | LHOu  | 3  | 0                | 2                | 2                | 27               | -                | - | -                    | -                    | -                    |                      |                      |
| 1999-2000 | Rockets de Kelowna      | LHOu  | 58 | 1                | 11               | 12               | 135              | 5                | 0 | 1                    | 1                    | 10                   |                      |                      |
| 2000-2001 | Storm de Toledo         | ECHL  | 64 | 0                | 2                | 2                | 143              | -                | - | -                    | -                    | -                    |                      |                      |
| 2002-2003 | Université de l'Alberta | SIC   | 30 | 1                | 7                | 8                | 44               | -                | - | -                    | -                    | -                    |                      |                      |
| 2003-2004 | Université de l'Alberta | SIC   | 15 | 0                | 2                | 2                | 12               | -                | - | -                    | -                    | -                    |                      |                      |
| 2005-2006 | Université de l'Alberta | SIC   | 20 | 1                | 3                | 4                | 26               | -                | - | -                    | -                    | -                    |                      |                      |